# Tersztyánszky Sándor
Nádasi Tersztyánszky Sándor (Nagyfalu, 1795. február 12. – 1860. július 16.) királyi tanácsos, a királyi tábla bírája. A neve előfordul Trsztyánszky alakban is. Tersztyánszky Mihály megyei főszámvevőnek és Ipolyi-Stummer Emerencziának fia. 1828-ban főjegyző volt Hont megyében, azután a bírói pályára lépett: 1829-ben Pest megye táblabírája és 1847-ben a királyi tábla bírája és királyi tanácsos; 1847 előtt a Hont megyei konzervatív párt egyik vezetője volt. Apja halála (1825. február 10.) után a nagyfalusi birtok kezelését vette át.

## Művei
Beszéde azon alkalmatossággal, midőn Mélt. Székhelyi Majláth György... Hont vármegye... feő ispányi székét és méltóságát 1828. Sz. Mihály hava 30. Ipoly-Ságh mező városában... el foglalná... Pest. (Többek beszédeivel együtt.)